# Hoge hoed

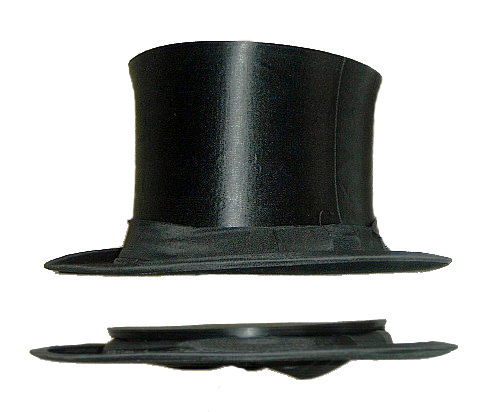
Chapeau Claque

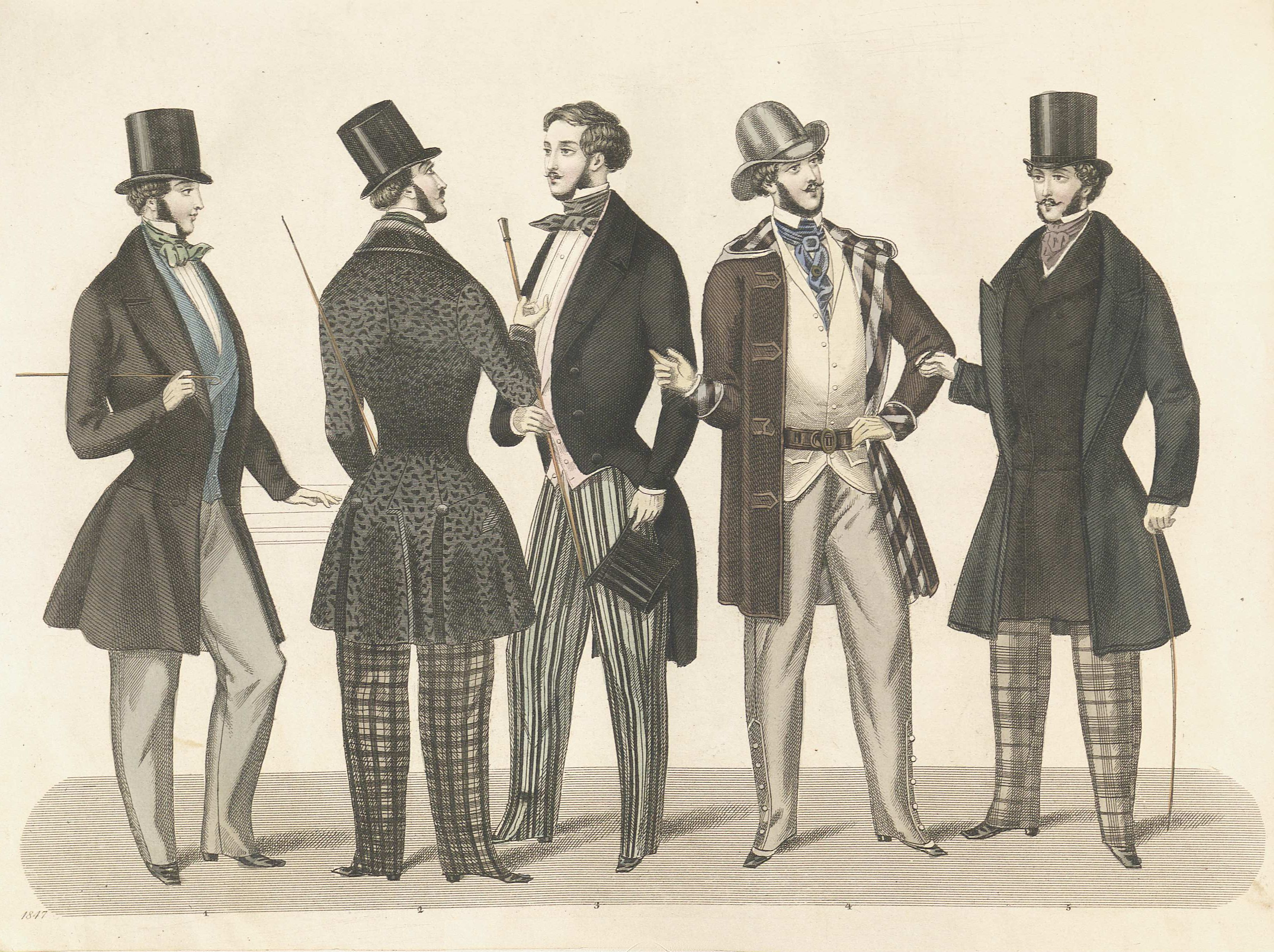
Hoge hoed, 1847

De hoge hoed of cilinderhoed (soms ook tophoed als leenvertaling van het Engelse top hat) is een hoed, die in de vroege 19e eeuw voornamelijk gedragen werd door de hogere klassen. Ze zijn in de late 18e eeuw populair gemaakt door de dandy's die in het begin met hun ongebruikelijke uitdossing opstootjes veroorzaakten en zelfs het risico van arrestatie liepen.

De vorm stamt echter uit de vroege 17e eeuw, toen ze bekend stonden als capotain.

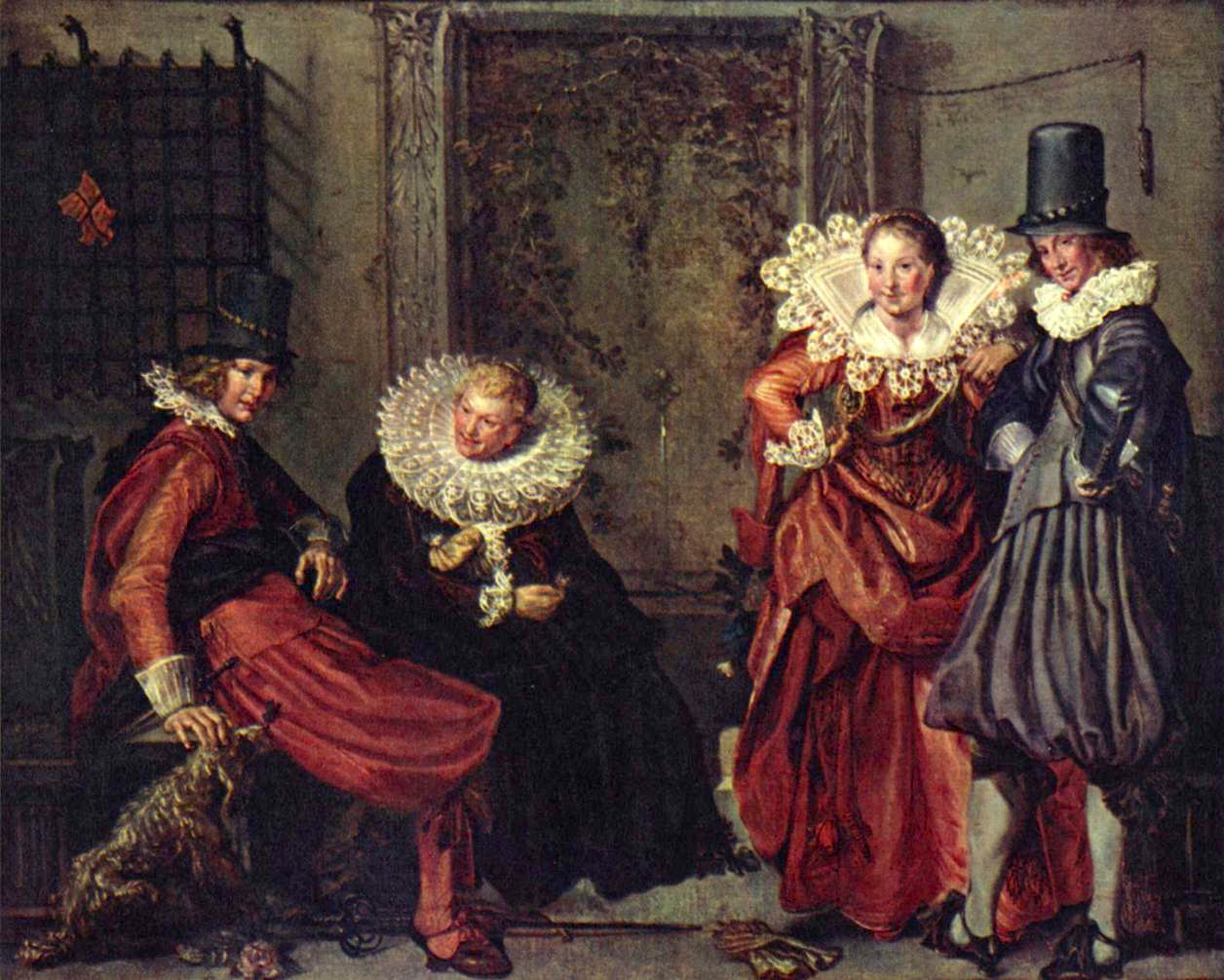
Capotains in Nederland op een schilderij van Willem Pieters Buytewegh

Over het algemeen zijn hoge hoeden zwart van kleur, maar er zijn ook anderskleurige. De hoge hoed wordt wel aangeduid als hoge zije. Er zijn inklapbare uitvoeringen van de hoge hoed, chapeau claque (klakhoed) of kortweg claque genoemd, naar het geluid dat bij het uitklappen hoorbaar is. Uit praktische overwegingen werden deze gebruikt bij opera-bezoek, waardoor ze ook wel de naam opera hat kregen. Een claque mag niet verward worden met een klak.
Vandaag de dag worden er nog maar weinig hoge hoeden gedragen. In de hogere kringen komt men ze nog wel tegen en ook bij plechtigheden als huwelijken en begrafenissen, als onderdeel van de dresscode morning coat (jacquet). Ook een traditionele goochelaar draagt vaak een hoge hoed. Het klassieke goocheltrucje is dan om een konijn uit de hoge hoed te toveren. Hier komt ook de uitdrukking uit de hoed toveren vandaan. 
De hoge hoed werd wel gebruikt om onzichtbaar loterijbriefjes te kunnen trekken. Daarom wordt in de wiskunde onder de hoge-hoedmethode een eerlijke loterij verstaan.